# سیاره‌تاب

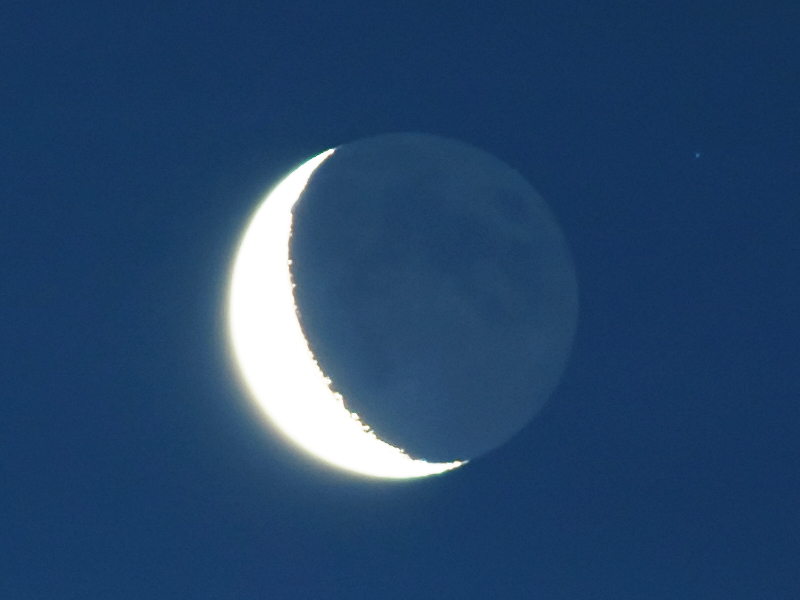
زمین‌تاب بر روی ماه؛ ستاره‌ای که در سمت راست ماه دیده می‌شود ستارهٔ نطح است.

پدیدهٔ سیاره‌تاب زمانی رخ می‌دهد که نور خورشید پس از برخورد به سطح یک سیاره و سپس بازتابیده شدن، به بخش تاریک (بخش شب‌رخ) یکی از ماه‌های آن سیاره رسیده و سطح آن را کمی روشن کند.
بهترین نمونه از سیاره‌تاب، آن بخش از نور خورشید است که از زمین منعکس شده و به ماه می‌رسد و گاه باعث می‌شود تا به جز هلال روشن ماه، بقیهٔ سطح ماه نیز با نوری خفیف دیده شود. این نوع از سیاره‌تاب، زمین‌تاب نام دارد.

نموداری از سیاره‌تاب
پدیده سیاره‌تاب در نقاط دیگر منظومهٔ خورشیدی نیز مشاهده شده‌است، به‌ویژه اخیراً کاوشگر فضایی کاسینی توانست برای تهیهٔ بخشی تصاویر خود از ماه‌های سیارهٔ کیوان (زحل) حتی در مواقعی که نور خورشید به آن‌ها نمی‌رسید از پدیدهٔ کیوان‌تاب استفاده کند.

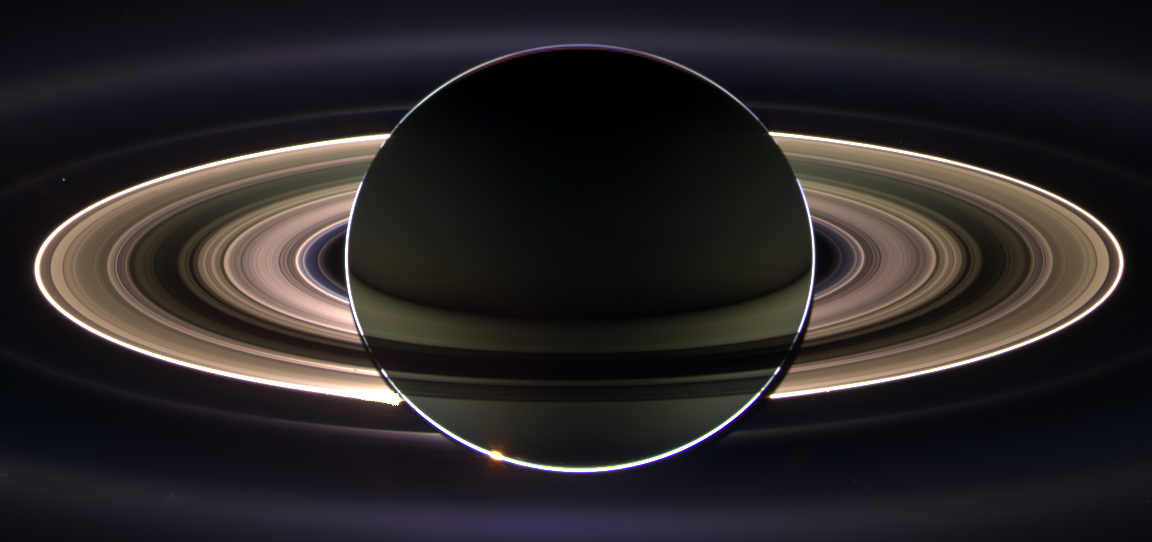
حلقه‌تاب سیارهٔ کیوان در حالتی که کاوشگر کاسینی (تصویربردار) در این سو و خورشید در آن سو (در پشت) این سیاره قرار گرفته‌است.

برخی از سیاره‌ها هم‌چون کیوان دارای حلقه‌هایی در پیرامون خود هستند و زمانی که نور خورشید توسط این حلقه‌ها به سطح سیاره یا ماه‌های آن سیاره بازتابیده بشود به این پدیده حلقه‌تاب گفته می‌شود. این پدیده در بسیاری از عکس‌های گرفته شده توسط کاوشگر فضایی کاسینی مشاهده شده‌است.